# 半澤孝平
半澤 孝平（はんざわ こうへい、1979年6月9日 - ）は、日本の詩人、新聞記者。東京都出身。朝日新聞えにわ・ちとせ版代表者、函館新聞社記者を経て苫小牧民報社記者 。

## 略歴
- 1979年6月9日：東京都杉並区荻窪に生まれる
- 1994年8月16日：北海道恵庭市転居[1][10]
- 2000年9月2日：矢口以文氏、スティーブ・トスカー氏両詩人主宰の「詩の朗読会」ポスターを手掛ける。
- 2005年6月1日：ふれあい工房「漫展」企画開催、高校のＯＢ、ＯＧらと作品展（～18日）[11][12]
- 2007年8月20日：恵庭市民文芸の会発行「恵庭市民文藝」に寄稿[1][13][14][15]

- 2008年
  - 2月：ポエトリーリーディングを開始[16][17]
  - 4月3日：朝日新聞えにわ・ちとせ版創刊
  - 10月28日：札幌大通にあった旧らくだ軒大通店インテリアとして同店に詩を12編寄せる。
  - 12月2日：夢創館「トムトムキキル4人展」出展（～7日）[18][19][20]
- 2009年
  - 1月17日：小樽市の画廊喫茶「うみ・かぜ・未来」で初個展「そうであること」（～3月19日）[21]
  - 1月22日：えにわ市民プラザアイル「TOMU TOMUと楽しい仲間たち」（～2月7日）。
  - 11月3日：札幌市資料館「TSUBASA」出展[10]

- 2010年8月10日：えにわ市民プラザアイル「トムトムキキル5人展」出展（～19日）[22]

- 2011年
  - 1月18日：有志で絵本制作[23][24][25][26][27][28][29]
  - 8月19日：えにわ市民プラザアイル合同企画展「あお・いろいろ」2点出展（～31日）[30]

- 2012年
  - 3月22日：「地産地消」テーマに作詞[31][32]
  - 7月5日：恵庭・えこりん村銀河庭園の第５回バラ祭りに合わせ、詩展（～16日）[33]

- 2013年11月8日：コミュニティFM局「FM e-niwa」でラジオ番組配信[34]
- 2015年7月1日：函館新聞社勤務
- 2016年3月23日：「はこだて十人十色トレインナーレ」出展（～4月10日）[3][35]
- 2017年3月21日：「はこだて十人十色トレインナーレ＋1」出展（～4月3日）[2][36][37][38]
- 2018年1月21日：苫小牧民報社勤務[6][7][8]
- 2021年11月26日：文化通信社主催の第1回ふるさと新聞アワードで、執筆記事がグランプリ[39][40]
- 2022年4月1日：苫小牧民報社白老支局長[41][42]

## 来歴
高校時代は漫画研究部に所属。アマチュア画家として活動していた。
詩人としては、中学時代から詩作をはじめ、ポエトリーリーディング活動のかたわら、札幌、小樽、恵庭で個人、グループによる手書き詩展を開催。恵庭市民文芸の会同人時代には最年少で理事を務めた。2011年1月には、自作詩を提供して地元有志らと子守唄絵本「陽だまりの風景」を制作し、東日本大震災の被災地に届ける活動を支援した。かなを多用した詩風に特徴があり、北海道のフリージャーナリスト根保孝栄・石塚邦男は「純な詩心」と評した。
2016年3月23日～4月10日、北海道新幹線の開業に合わせて開かれた文化行事「はこだて十人十色トレインナーレ」で詩を提供。2017年3月21日～4月3日開催の「はこだて十人十色トレインナーレ＋１」では駅ノートに仕立てた冊子に詩を寄せている。

## 著書
- 絵本ＤＶＤ「陽だまりの風景」（2011年1月）[27]